# Noah Danby
Noah Danby (Guelph, 24 aprile 1974) è un attore canadese.

## Biografia
Noah è figlio del pittore canadese Ken Danby. Il 7 gennaio 2008 si fidanza con l'attrice Kristanna Loken e nel maggio del 2008 i due si sposano, per poi divorziare l'anno seguente.

## Filmografia parziale

### Cinema
- Detroit Rock City, regia di Adam Rifkin (1999)
- The Skulls - I teschi (The Skulls), regia di Rob Cohen (2000)
- American School (Loser), regia di Amy Heckerling (2000)
- Ferite mortali (Exit Wounds), regia di Andrzej Bartkowiak (2001)
- Lo smoking (The Tuxedo), regia di Kevin Donovan (2002)
- Against the Ropes, regia di Charles S. Dutton (2004)
- Alien Incursion, regia di Jeffrey Lando (2006)
- Terapia d'amore (Numb), regia di Harris Goldberg (2007)
- Darfur, regia di Uwe Boll (2009)
- Vying for Perfection, regia di Charles Mango (2011)
- Riddick, regia di David Twohy (2013)
- Torment, regia di Jordan Barker (2013)
- My Spy - La città eterna (My Spy: The Eternal City), regia di Peter Segal (2024)

### Televisione
- Power Play – serie TV, episodi 1x11 (1998)
- Lexx – serie TV, episodi 2x4 (1999)
- Queer as Folk – serie TV, episodi 1x5-1x11 (2000-2001)
- Witchblade – serie TV, episodi 1x5-1x9-1x10 (2001)
- Relic Hunter – serie TV, episodio 3x15 (2002)
- Mutant X – serie TV, episodi 2x4-3x2 (2002-2003)
- Veritas: The Quest – serie TV, episodi 1x8 (2003)
- Andromeda – serie TV, episodi 5x5 (2004)
- 4400 (The 4400) – serie TV, episodi 2x3 (2005)
- Smallville – serie TV, episodi 5x6 (2005)
- Godiva's – serie TV, episodi 2x1 (2006)
- The Collector – serie TV, episodi 3x9 (2006)
- The Evidence – serie TV, episodi 1x2 (2006)
- Stargate SG-1 – serie TV, 4 episodi (2004-2007)
- Painkiller Jane – serie TV, 22 episodi (2007)
- The Summit – miniserie TV, episodi 1x2 (2008)
- Flashpoint – serie TV, episodi 2x16 (2009)
- Bloodletting & Miraculous Cures – miniserie TV, episodi 1x8 (2010)
- The Bridge – serie TV, episodi 1x4-1x6 (2010)
- Eureka – serie TV, episodi 4x1-4x9 (2010)
- King – serie TV, episodi 1x4 (2011)
- Good Dog – serie TV, episodi 1x1-1x11 (2011)
- XIII (XIII: The Series) – serie TV, episodi 1x13 (2011)
- Warehouse 13 – serie TV, episodi 3x3-3x8 (2011)
- Lost Girl – serie TV, episodi 2x10 (2011)
- Republic of Doyle – serie TV, episodi 3x2 (2012)
- Copper – serie TV, episodi 2x1 (2013)
- The Listener – serie TV, episodi 4x11 (2013)
- Beauty and the Beast – serie TV, episodi 2x14 (2014)
- Hemlock Grove – serie TV, episodi 2x8-2x9 (2014)
- Defiance – serie TV, 13 episodi (2013-2014)
- Remedy – serie TV, episodi 2x2 (2015)
- Backpackers – serie TV, episodi 2x5 (2015)
- Killjoys – serie TV, episodi 1x10 (2015)
- The 100 – serie TV, episodi 3x3 (2016)
- Bitten – serie TV, 10 episodi (2014-2016)
- Orphan Black – serie TV, episodi 4x8 (2016)
- Hell on Wheels – serie TV, episodi 5x8 (2016)
- American Gothic – serie TV, episodi 1x4 (2016)
- Coming In – serie TV, 6 episodi (2016)
- Salvation – serie TV, episodi 1x4 (2017)
- Condor – serie TV, episodi 1x5-1x6-1x9 (2018)

### Doppiatore
- Samson in Need for Speed: Carbon

## Doppiatori italiani
Nelle versioni in italiano delle opere in cui ha recitato, Noah Danby è stato doppiato da:
- Marco De Risi in Smallville
- Massimiliano Plinio in The 100
- Massimo Bitossi in Condor
- Stefano Alessandroni in Shadowhunters